# Гимн Ботсваны
Счастлива будь, славная земля (сетсвана Fatshe leno la rona) — государственный гимн Ботсваны, утверждённый после получения независимости в 1966. Написан Кгалемангом Тумедиско Мотсете.

## Слова на сетсвана
Fatshe leno la rona, 

Ke mpho ya Modimo,

Ke boswa jwa borraetsho;

A le nne ka kagiso.
Припев:

Tsogang, tsogang! banna, tsogang!

Emang, basadi, emang, tlhagafalang!

Re kopaneleng go direla

Lefatshe la rona.
Ina lentle la tumo

La chaba ya Botswana,

Ka kutlwano le kagisano,

E bopagantswe mmogo.
Припев

### Перевод на русский
Да будет благословенна эта благородная земля,

Подарок нам от Божьей крепкой руки,

Наследие, которое оставили нам наши отцы;

Пусть всегда будет мир.

Припев:

Пробудитесь, пробудитесь, о люди, пробудитесь!

И женщины рядом с ними стоят,

Вместе мы будем работать и служить

Эта земля, эта счастливая земля!

Работа красоты и славы,

Название Ботсвана к нам пришло

Благодаря нашему единству и гармонии,

Мы останемся в мире как один.

Припев

## Внешние ссылки
- MIDI-версия